# Angulorostrum monothrix
Angulorostrum monothrix är en kräftdjursart. Angulorostrum monothrix ingår i släktet Angulorostrum och familjen Philomedidae. Inga underarter finns listade i Catalogue of Life.